# 이상화와 평가절하
정신분석 이론(psychoanalytic theory)에서는 대처하기 어려운 감정들을 통합하지 못하는 사람은 이러한 감정들이 견디기 힘들다고 감지, 이를 극복하기 위한 특정한 방어 체계를 동원한다고 본다. 이 과정에 효과를 발휘하는 방어는 분열(splitting)이라고 한다. 분열은 사건이나 사람을 완전히 좋거나 나쁘다고 여기는 경향이다. 사람들이 완전히 좋다고만 바라보는 경우, 방어기제(defense mechanism)인 '이상화(idealization)'를 사용한다고 말한다. 이는 긍정적인 자질의 근원을 자기나 타인에게 돌리는 것이 과장된 정도로 보이는 정신적 기제이다. 사람들을 완전히 나쁘다고 바라보면, '평가절하(devaluation)'라는 방어기제를 채용한다. 이는 부정적인 자잘의 근원을 자기나 타인에게 과장되게 돌리는 것을 말한다.
아동 발달에서 이상화와 평가절하는 매우 정상이다. 아동 발달 단계에서, 타인을 복잡한 구조물로 이해할 수 있는 능력을 갖추게 되어, 좋은 부분과 나쁜 부분을 모두 포용하게 된다. 아동 트라우마(childhood trauma) 등이 발달 단계를 방해하면, 이상화와 평가절하라는 방어기제들이 성인기에까지 이어진다.

## 프로이트
이상화라는 용어가 처음 등장하게 된 것은 지그문트 프로이트(Sigmund Freud)의 자기애(narcissism) 정의와 관련 있다. 프로이트의 시각에서, 영아는 우주의 중심이 자기라고 보는 초기 자기애(primary narcissism) 단계를 거친다. 부모의 사랑을 얻기 위해, 아이는 부모가 중히 여긴다고 생각하는 것을 하게 된다. 이러한 가치관들을 내면화함으로써 아이는 자아 이상(ego ideal)을 형성한다. 자아 이상은 자아가 추구하기 위하여 몸부림쳐야 하는 좋은 행동에 관한 규칙과 탁월의 기준(standard of excellence)을 담고 있다. 아이가 참 자기(real self)와 자아 이상 간의 양가성(ambivalence)을 견딜 수 없고 방어를 지나치게 자주 사용할 때, 병적(pathologic)이라고 본다. 프로이트는 이러한 상황을 이차 자기애(secondary narcissism)라고 하였다. 자아 자체를 이상화하기 때문이다. 자기 이외에도 타인을 이상화한다라는 설명은 욕동이론(drive theory)은 물론 대상관계이론(object relations theory)에서도 사용한다. 리비도 욕동(libidinal drive)의 관점에서, 타인에 대한 이상화는 자기애적 리비도(narcissistic libido)를 타자(the object)에게 넘쳐흐르는(flow over) 것을 말한다. 자기대상 관계의 관점에서, 양육자와 같은 타자표상(object representation)은 실제보다 더 미화된다.

## 코헛
프로이트의 자기애 이론의 확장판으로서 하인츠 코헛(Heinz Kohut)은 이상화와 미러링(mirroring)의 '자기-타자 전이(self-object transferences)'라는 개념을 제시하였다. 코헛은 아동기 이상화는 건강한 방어기제라고 본다. 건강한 자기애(healthy narcissism)라 할 수 있는 이상화, 그리고 현실을 다루는 방식인 미러링을 아이가 할 수 있는 적절한 기회를 부모가 제공하지 못한다면, 아이는 자기를 과대한(grandiose) 존재로 바라보면서도 자신의 자존감(self-esteem)을 공급하고자 타인에게 의존하는 발달 단계를 뛰어넘지 못한다. 코헛은 자기애 환자 치료 과정에서 환자는 자기자신과 치료사에 대한 이상화가 필요하며, 피할 수 없는 최선의 좌절(frustration)이라는 결과로서 매우 서서히 이상화가 사그러질 것이라고 주장한다.

## 컨버그
오토 컨버그(Otto Kernberg)는 방어적 측면과 적응적 측면에서 이상화에 대한 논의를 확장하였다. 컨버그는 타자의 싫어하는 특징을 부인하고, 자신의 리비도나 전능(omnipotence)을 타자에게 투사(project)함으로써 타자를 향상시키는 것으로 이상화를 정의하였다. 컨버그는 한쪽 끝을 정상적인 이상화로, 다른 한쪽 끝을 병적인 이상화가 있다는 발달 선형(developmental line)을 제시하였다. 병적 이상화 상태에서는 대상 항상성(object constancy, 대상에 대한 상, 특히 정서적 애착 대상에 대한 상을 일정하게 유지하는 심리 상태)에 문제가 있어 타인은 완전히 좋거나 나쁘다고 받아들이며, 이상화와 평가절하를 강화한다. 이 단계에서 이상화는 경계선 인격장애(borderline personality disorder)의 병리적 상태와 관련있다. 반대로, 정상적 이상화 상태에서 이상화는 성숙한 사랑의 감정에 필요한 전구체(precursor)라고 할 수 있다.

## 같이 보기
- 경계선 인격장애
- 나르시시스트 이상화와 평가절하 단계의 과정